# Merseyside Derby

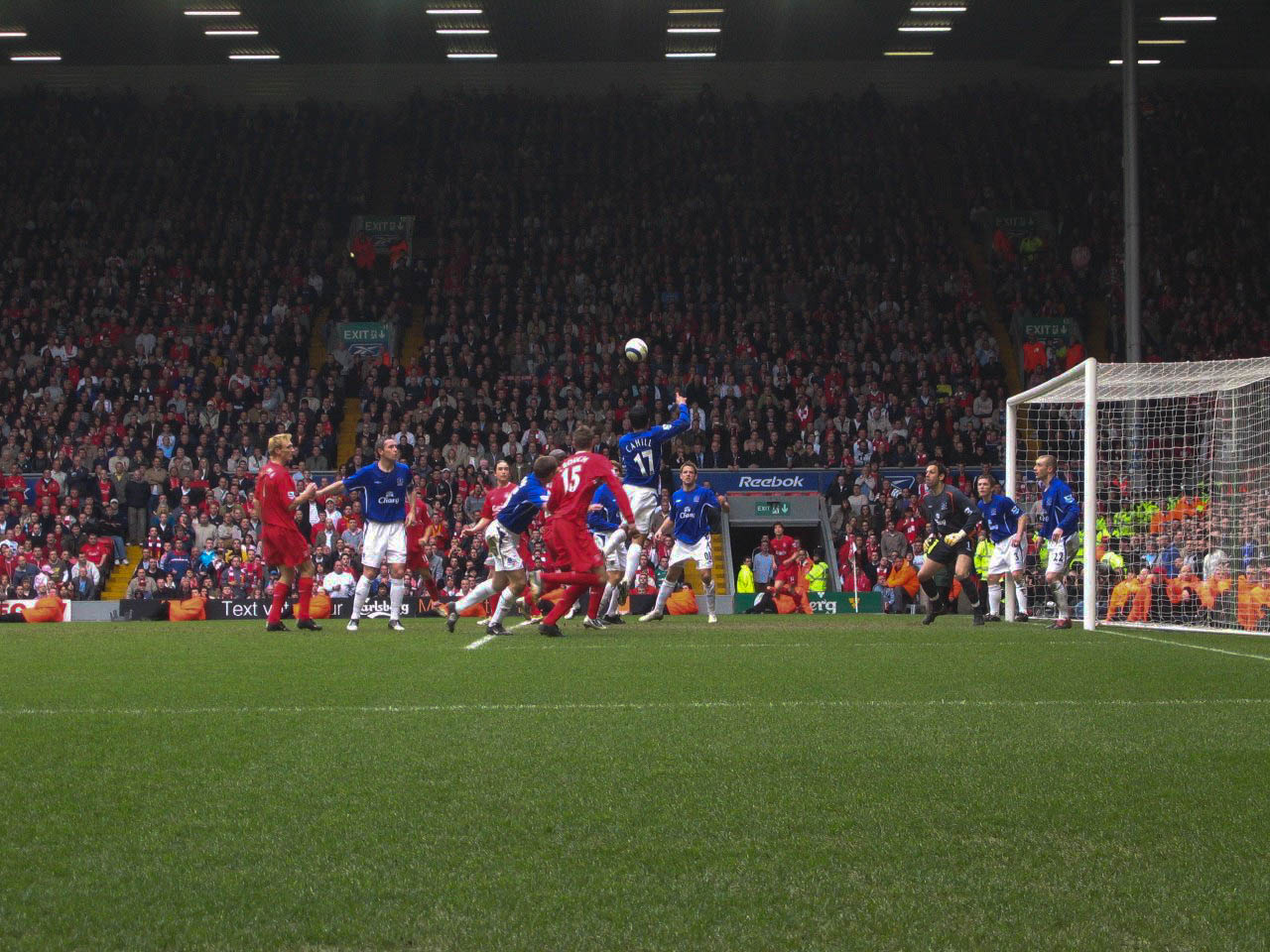
Spielszene aus einem Merseyside Derby im Jahr 2006

Als Merseyside Derby wird das Fußballderby bezeichnet, das zwischen dem FC Everton und dem FC Liverpool ausgespielt wird. Den Namen erhielt das Derby aufgrund der Heimat beider Klubs im Landkreis Merseyside. Die Stadien der beiden Clubs liegen nur eine Meile auseinander. Oft wird das Spiel auch als das „Friendly Derby“ bezeichnet, da sich in vielen Familien in Liverpool sowohl „blaue“ als auch „rote“ Fans finden; so hat auch keiner der beiden Klubs ein bestimmtes Einzugsgebiet in der Stadt oder bestimmt seine Anhänger durch eine religiöse oder politische Einstellung wie zum Beispiel beim Old Firm in Glasgow.

## Geschichte und Resultate
Das erste Spiel zwischen den Vereinen fand 1894 statt.
Bis heute (Stand: 16. April 2022) wurden 240 Merseyside Derbys gespielt. Davon gewann Liverpool 96 Spiele, Everton holte 67 Siege und 77 Spiele endeten unentschieden.

## Teamwechsel
Aufgrund der Rivalität zwischen den beiden Teams kommt es nur selten vor, dass Spieler von einem Team zum Derbygegner „überlaufen“. Im Laufe der Zeit kam es dennoch unter anderen zu folgenden Vereinswechseln:

### Von Everton zu Liverpool
- Nick Barmby
- Dave Hickson
- Bill Lacey
- Steve McMahon
- Darren Potter
- Abel Xavier

### Von Liverpool zu Everton
- Gary Ablett
- Peter Beardsley
- David Burrows
- Dick Forshaw
- Don Hutchison
- David Johnson[4]
- Jimmy Payne
- Kevin Sheedy
- Dave Watson
- Sander Westerveld

## Bedeutende Spiele
Das erste Treffen der beiden Teams im Wembley-Stadion anlässlich des League Cup Finals 1984 endete unentschieden, Liverpool konnte jedoch das Wiederholungsspiel gewinnen.
Im selben Jahr begegneten sich die Vereine anlässlich des FA Charity Shield erneut im Wembley-Stadion. Diesmal gewann Everton durch ein Eigentor von Bruce Grobbelaar.
Ein FA-Cup-Spiel 1991 endete 4:4. In dieser Begegnung gelang es Everton gleich vier Mal, einen Rückstand wettzumachen. Bis heute gilt dieses Spiel als eines der spannendsten Merseyside Derbys überhaupt. Everton gewann später das Wiederholungsspiel, worauf der Manager von Liverpool, Kenny Dalglish, zurücktrat.